# Stokhid

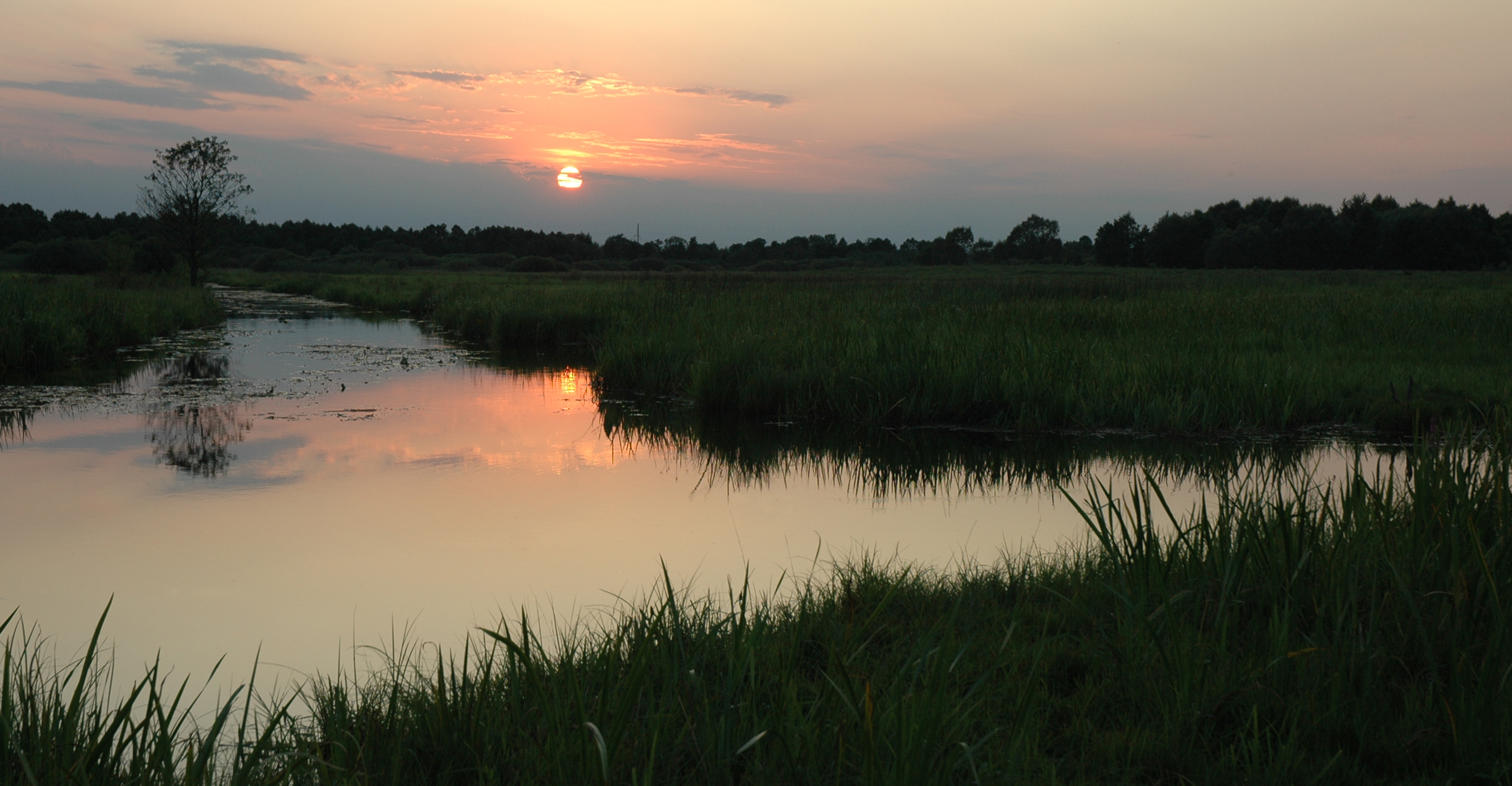
Le Stokhid en été

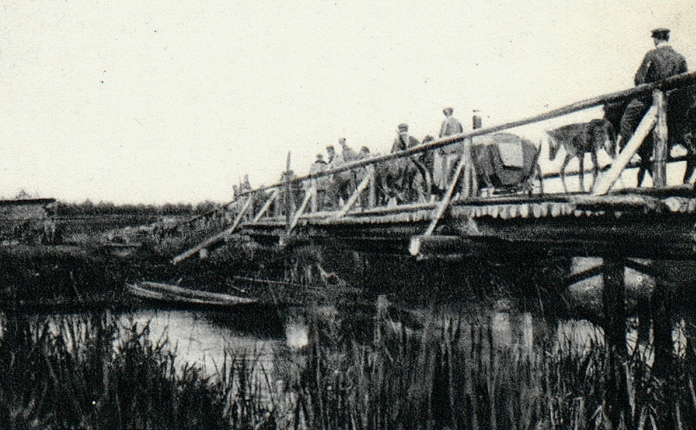
Traversée du Stokhid par la Légion polonaise en juillet 1916

Le Stokhid (en ukrainien : Стохід, en russe : Стоход/Stokhod) est une rivière d'Ukraine, affluent de la rive droite du Pripiat et sous-affluent du Dniepr. La plus grande partie de son cours traverse l'oblast de Volhynie, entre les villes de Volodymyr-Volynskyï et Loutsk, mais il ne traverse aucune ville importante. Son cours, orienté du sud vers le nord, est long de 188 km pour une largeur moyenne de 5 à 15 m (maximum : 60 m) avec un bassin de 3 150 km2 et un débit moyen de 73 m³/s. Le débit maximal observé est de 227 m³/s et le minimal de 2,58 m³/s. Il se divise parfois en plusieurs bras, d'où son nom de « sto-khid » (« cent chemins »). Il baigne le parc national du Prypiat-Stokhid.
Pendant la Première Guerre mondiale, le front de l'Est entre les Empires centraux et l'armée impériale russe s'est établi de part et d'autre du Stokhid entre juin 1916 et la fin de l'été 1917. Il a vu de violents combats pendant l'offensive Broussilov de l'été 1916.

## Sources et bibliographie
- (de) Cet article est partiellement ou en totalité issu de l’article de Wikipédia en allemand intitulé « Stochid » (voir la liste des auteurs) dans sa version du 25 octobre 2017.
- Volodymyr Kubiĭovych, Danylo Husar Struk, « Stokhid River » in Encyclopedia of Ukraine, Volume 5, University of Toronto Press, 1993, p. 57